# Sonia Sorel
Sonia Sorel, in Deutschland und Österreich auch Sonja Sorell, geborene Henius, (* 18. Mai 1921 in Milwaukee, Wisconsin; † 24. September 2004 in Los Angeles, Kalifornien) war eine US-amerikanische Schauspielerin.

## Leben
Sorel wurde am 18. Mai 1921 in Milwaukee im US-Bundesstaat Wisconsin geboren. Ihr Großvater, der dänische Biochemiker Max Henius, hatte polnisch-jüdische Vorfahren und war 1881 in die USA emigriert. Ihr Großonkel war der Philologe Johan Ludvig Heiberg.
Sie gab ihr Leinwanddebüt in Edgar G. Ulmers Schwarz-Weiß-Thriller Bluebeard aus dem Jahr 1944, bei dem ihr späterer Ehemann John Carradine die Hauptrolle spielte. Im Jahr darauf war sie erneut unter der Regie von Ulmer in Nebenrollen in Stimme aus dem Jenseits und Club Havanna zu sehen. In den 1950er Jahren wirkte sie unter dem leicht veränderten Namen Sonja Sorell in einer Reihe von deutschen bzw. österreichischen Filmproduktionen mit, darunter Ihre große Prüfung (1954), Holiday am Wörthersee (1955) und Laß mich am Sonntag nicht allein (1959). Ihr größtes Publikum erreichte sie in der Rolle der Henriette Mendel in Sissi – Schicksalsjahre einer Kaiserin (1957) mit Romy Schneider in der Hauptrolle. Ihren letzten Leinwandauftritt hatte Sorel 1971 in Harold und Maude.
Neben ihrer Arbeit als Filmschauspielerin spielte Sorel auch Theater. Am New Yorker Broadway war sie unter anderem in den Stücken The Duchess of Malfi (1946), The Leading Lady (1948), The Madwoman of Chaillot (1948), The Rose Tattoo (1951) und The Long Watch (1952) zu sehen.
Aus ihrer Ehe mit Carradine gingen drei Söhne hervor, darunter Keith und Robert Carradine, die auch Schauspieler wurden. Ihrer zweiten Ehe mit dem Maler Michael Bowen, Sr. entstammt ihr Sohn Michael Bowen, der ebenfalls den Beruf des Schauspielers ergriff. Sie war die Großmutter der Schauspielerinnen Ever Carradine und Martha Plimpton.

## Filmografie (Auswahl)
- 1944: Bluebeard
- 1945: Stimme aus dem Jenseits (Strange Illusion)
- 1945: Club Havanna
- 1954: Ihre große Prüfung
- 1955: Holiday am Wörthersee
- 1957: Sissi – Schicksalsjahre einer Kaiserin
- 1958: Wehe, wenn sie losgelassen
- 1959: Laß mich am Sonntag nicht allein
- 1971: Harold und Maude (Harold and Maude)